# Uwe Bewersdorf
Uwe Bewersdorf (ur. 4 listopada 1958 w Freital) – niemiecki łyżwiarz figurowy, startujący w parach sportowych z Manuelą Mager. Brązowy medalista olimpijski z Lake Placid (1980), dwukrotny wicemistrz świata (1980, 1978) i brązowy medalista Mistrzostw Europy (1978).
Mager i Bewersdorf byli pierwszą parą sportową, która wykonała bezbłędnie potrójnego wyrzucanego loopa.

## Życiorys
Jego nazwisko jest często błędnie napisane ff na końcu z powodu wadliwego aktu administracyjnego w NRD (jest to również w oficjalnym raporcie Lake Placid 1980). 
Uwe Bewersdorf i jego partnerka Manuela Mager zostali mistrzami NRD w 1977 i 1978. W 1978 zdobyli brązowy medal na mistrzostwach Europy i srebrny medal na mistrzostwach świata. Dwa lata później w 1980 zdobyli brązowy medal na Igrzyskach Olimpijskich w Lake Placid. Gdy jego partnerka Manuela Mager w 1980 zakończyła karierę sportową, jego nową partnerką została Marina Schulz, ale nigdy nie zakwalifikowali się do międzynarodowych zawodów. 
Po zakończeniu kariery sportowej został certyfikowanym księgowym zarządzania.

## Osiągnięcia
Z Manuelą Mager
| Zawody               | 76–77          | 77–78          | 78–79          | 79–80          |                |                |                |                |                |                |                |                |                |                |                |                |                |
| Międzynarodowe       | Międzynarodowe | Międzynarodowe | Międzynarodowe | Międzynarodowe | Międzynarodowe | Międzynarodowe | Międzynarodowe | Międzynarodowe | Międzynarodowe | Międzynarodowe | Międzynarodowe | Międzynarodowe | Międzynarodowe | Międzynarodowe | Międzynarodowe | Międzynarodowe | Międzynarodowe |
| -------------------- | -------------- | -------------- | -------------- | -------------- | -------------- | -------------- | -------------- | -------------- | -------------- | -------------- | -------------- | -------------- | -------------- | -------------- | -------------- | -------------- | -------------- |
| Igrzyska olimpijskie |                |                |                | 3              |                |                |                |                |                |                |                |                |                |                |                |                |                |
| Mistrzostwa świata   | 5              | 2              |                | 2              |                |                |                |                |                |                |                |                |                |                |                |                |                |
| Mistrzostwa Europy   | 4              | 3              |                | 5              |                |                |                |                |                |                |                |                |                |                |                |                |                |
| Prize of Moscow News | 1              | 1              |                | 2              |                |                |                |                |                |                |                |                |                |                |                |                |                |
| Krajowe              |                |                |                |                |                |                |                |                |                |                |                |                |                |                |                |                |                |
| Mistrzostwa NRD      | 1              | 1              |                | 2              |                |                |                |                |                |                |                |                |                |                |                |                |                |